# Mark Hebden
Mark Hebden (né en 1958) est un joueur d'échecs anglais qui possède le titre de Grand maître international.

## Palmarès
Mark Hebden a remporté le titre de Champion britannique de jeu rapide en 1990, 1994, 2001, 2005 et 2009. Il a terminé premier ex æquo de l'open de Cappelle-la-Grande à cinq reprises. Il a remporté le mémorial Capablanca 1993 à Matanzas et le deuxième tournoi d'échecs de Dos Hermanas en 1990. Il fut vainqueur du tournoi de Hastings en 1996-1997, 2009-2010 et 2013-2014.

## Publication
Dans son livre How to build your chess opening repertoire, Steve Giddins consacre trois pages à analyser le répertoire d'ouvertures de Mark Hebden. En effet, son classement Elo (vers les 2500) lui imposant de jouer dans des tournois open, et en particulier dans les tournois britanniques au système suisse du week-end, Mark Hebden a construit son répertoire d'ouvertures autour d'une idée-force : vaincre à tout prix les joueurs moins bien classés que lui.  À cet effet, il a commencé par jouer l'attaque grand prix contre la défense sicilienne et le gambit du roi contre 1...e5. Ces lignes de jeu devenant avec le temps moins efficaces contre des joueurs mieux préparés, Mark Hebden a dû opérer un changement radical de son répertoire d'ouvertures, passant à 1. d4 à la fin des années 1980. À cet effet, il a beaucoup contribué à la théorie de l'attaque Barry contre la défense est-indienne et il a une approche toute personnelle de l'attaque Torre : 1. d4 Cf6 2. Cf3 e6 3. Fg5 c5 et maintenant Hebden joue 4. c3 au lieu de 4. e3, lequel implique de jouer 5. Dc1 ou 5. Cbd2 après 4...Db6.
Dans son livre, Steve Giddins rapporte qu'ayant commencé à entraîner des jeunes joueurs d'échecs, Mark Hebden leur recommande de ne pas suivre son exemple (jouer des ouvertures marginales que l'on doit abandonner lorsqu'on se met à rencontrer des joueurs plus forts) et de commencer au contraire les échecs en étudiant les lignes principales de la théorie.